# 2019冠状病毒病海南省疫情
2019冠状病毒病海南省疫情，介绍2019冠状病毒病疫情中，在中华人民共和国海南省发生的情况。

## 时间轴

### 2020年1月
2020年1月21日，发现一例疑似病例。该患者1月14日从武汉抵达海南。目前，该疑似病例已及时安排进入定点医院隔离就诊，且病情稳定。
1月22日，国家卫健委确认海南省首例输入性新型冠状病毒的感染病例。目前海南省共确认4例病例，均为输入性病例，4例患者病情平稳，体温已恢复正常，正在定点医院隔离治疗，当地卫生健康部门已对其密切接触者进行追踪随访，密切接触者目前无发热等异常状况。
1月24日，海南省卫健委通报，1月23日海南省新型冠状病毒感染的肺炎新增确诊病例4例。无重症病例、死亡病例和出院病例。确诊病例中，海口市2例，三亚市1例，万宁市1例。
1月25日上午，海南省卫健委通报新增确诊病例9例，其中三亚市3例、儋州市3例、万宁市3例。同日晚上通报新增确诊病例2例，其中三亞市1例、陵水縣1例。
1月26日，海南省卫健委通报新增确诊病例3例，其中三亚市2例、澄迈县1例。
1月27日上午，海南省卫健委通报新增确诊病例9例，重症病例3例，死亡病例1例。确诊病例中，海口市6例、三亚市10例、儋州市4例、万宁市7例、临高县1例、陵水县1例、澄迈县2例。海南省首例死亡病例系一名80岁的女子，来自武汉，基础疾病为脑梗，并瘫痪在床。下午通报新增确诊病例2例，新增重症病例1例。确诊病例中，三亚市1例、儋州市1例。
1月28日，海南省卫健委通报新增确诊病例7例，其中海口市1例、三亚市3例、琼海市1例、东方市1例、琼中县1例。同日下午再通报新增重症病例4例。
1月29日，海南省卫健委通报新增确诊病例5例，其中海口市2例、万宁市1例、东方市1例、琼中县1例。同日，海南省报告两例本地感染新型冠状病毒感染的肺炎确诊病例，患者杜某某和贾某某均为琼中县阳江农场医院工作人员，杜某某为该院内科医生，贾某某为该院防保组组长。
1月30日，海南省卫健委通报新增确诊病例3例，新增重症病例1例，新增出院病例1例，3例重症病例转轻症病例。确诊病例中，琼海市2例、陵水县1例。
1月31日，海南省卫健委通报新增确诊病例3例，新增重症病例1例。新增确诊病例中，琼海市1例、定安县1例、昌江县1例；新增重症病例中，琼海市1例。

### 2020年2月
2月1日，海南省卫健委通报新增确诊病例8例，新增重症病例1例。新增确诊病例中，海口市2例、三亚市1例、儋州市1例、陵水县1例、乐东县1例、临高县2例；新增重症病例中，三亚市1例。
2月2日，海南省卫健委通报新增确诊病例6例，新增重症病例1例。新增确诊病例中，三亚市2例、琼海市1例、陵水县2例、临高县1例；新增重症病例中，三亚市1例。
2月3日，海南省卫健委通报新增确诊病例7例，新增重症病例1例，1例重症病例转轻症病例，新增出院病例3例。新增确诊病例中，海口市2例、儋州市1例、琼海市1例、文昌市1例、昌江县2例；新增重症病例中，万宁市1例。
2月4日，海南省卫健委通报新增确诊病例9例，新增重症病例1例，新增解除重症1例。新增确诊病例中，海口市1例、三亚市1例、儋州市1例、万宁市3例、定安县2例、澄迈县1例；新增重症病例中，儋州市1例。
2月5日，海南省卫健委通报新增确诊病例11例，新增重症病例1例，新增出院病例1例，新增订正病例1例。新增确诊病例中，海口市2例、三亚市4例、东方市1例、保亭县2例、临高县1例、澄迈县1例；新增重症病例中，东方市1例。
2月6日，海南省卫健委通报新增确诊病例11例，新增重症病例4例，新增解除重症1例，新增出院病例1例。新增确诊病例中，三亚市8例、儋州市2例、东方市1起；新增重症病例中，三亚市1例、万宁市1例、东方市1例、定安县1例；新增解除重症病例中，三亚市1例；新增出院病例中，三亚市1例。
2月7日，海南省卫健委通报新增确诊病例11例，新增重症病例1例，新增死亡病例1例，新增出院病例3例。新增确诊病例中，海口市3例、三亚市2例、儋州市1例、文昌市2例、澄迈县2例、昌江县1例；新增重症病例中，临高县1例；新增死亡病例中，三亚市1例；新增出院病例中，海口市1例、三亚市1例、澄迈县1例。
2月8日，海南省报告新型冠状病毒肺炎新增确诊病例12例，新增出院病例3例；新增确诊病例中，海口市4例、三亚市5例、万宁市1例、澄迈县1例、昌江县1例；新增出院病例中，三亚市3例。
2月9日，海南省报告新型冠状病毒肺炎新增确诊病例6例，新增重症病例5例，新增解除重症2例，新增出院病例4例，新增订正病例1例；新增确诊病例中，海口市1例、三亚市3例、保亭县1例、乐东县1例；新增重症病例中，海口市1例、三亚市1例、保亭县2例、澄迈县1例；新增出院病例中，海口市1例、三亚市1例、儋州市1例、琼中县1例。
2月10日，海南省报告新型冠状病毒肺炎新增确诊病例8例，新增重症病例1例，新增死亡病例1例，新增出院病例4例；新增确诊病例中，海口市5例、三亚市1例、昌江县1例、临高县1例；新增重症病例中，三亚市1例；新增死亡病例中，琼海市1例；新增出院病例中，海口市2例、三亚市1例、临高县1例。截至2月9日24时，海南省累计报告新型冠状病毒肺炎确诊病例136例，重症病例16例，死亡病例3例，出院病例19例。确诊病例中，海口市28例、三亚市41例、万宁市12例、儋州市11例、文昌市3例、琼海市6例、东方市3例、澄迈县7例、临高县6例、昌江县6例、陵水县4例、定安县3例、保亭县3例、乐东县2例、琼中县1例。

### 2020年3月
截至3月5日24时，海南省累计报告新型冠状病毒肺炎确诊病例168例，重症病例1例，死亡病例6例，出院病例158例。
3月19日，海南省宣佈省內各个学校的高三、初三年级预定在4月7日开学。
3月24日，海南省最后一例2019冠状病毒病确诊病例在海南省人民医院治愈出院，至此，海南省已无在院病例。

### 2020年4月
4月7日，海南高三、初三年级開學，初一、初二、高一、高二年级和中职学校於4月13日开学，小学各年级於4月20日开学。
4月19日，海南省报告首个2019冠状病毒病無症狀感染个案。随后在23日，三亚市發布紧急通知，要求即日起暫停開放全市室內外泳池和溫泉泡池，開放時間另行通知。

### 2020年5月
5月15日，海南省新增首例境外输入确诊病例，为无症状感染者转为确诊病例。该患者为甘肃武威籍，38岁女性，5月13日从刚果（金）乘坐经批准入境的CA082航班抵达三亚凤凰国际机场。入境时三亚市对所有航班人员现场采集鼻、咽拭子送检，之后转运至三亚市集中观察场所进行隔离医学观察。5月14日，三亚市疾控中心病毒核酸检测结果显示骆某某为阳性，随即被120救护车转送至三亚市中心医院隔离诊疗。骆某某入院后经全面检查，其血常规及胸部CT影像符合《新冠肺炎诊疗方案(第七版)》确诊病例标准。综合目前病人情况，三亚市中心医院诊断为新型冠状病毒肺炎，并于15日订正为确诊病例。

### 2020年6月
6月6日，三亚市报告1例2019冠状病毒病确诊病例，为湖北省输入病例。翌日，该病例订正为无症状感染者。
6月12日，三亚市报告1例境外输入性2019冠状病毒病确诊病例和1例境外输入性无症状感染者，均为乘坐临时任务航班回国的中国籍人员。

### 2020年12月
12月11日，三亚市疫情防控指挥部办公室接到报告，入住于三亚市某酒店的游客雷某（女，38岁）和同房间居住的关某（女，39岁）为新冠肺炎无症状感染者的密切接触者。雷某、关某及其43位密接者均在第一时间转运到集中留观酒店实施管控，并进行核酸检测，同时对其在三亚市的活动场所进行消毒。

### 2021年4月
4月18日，海南省报告4例境外输入性新冠肺炎确诊病例，均为一艘巴拿马籍货船上中国籍船员。海口海关按规定进行登临检疫，采集16名有密切接触的船员标本开展实验室检测，经检测，12名船员病毒核酸阳性，4名船员病毒核酸阴性(其中1名船员IgM和IgG抗体阳性)。经专家组会诊，综合临床症状，流行病学史和实验室检测结果，12例患者于4月20日确诊为确诊病例。

### 2021年6月
6月21日，海口发现一例疑似患者，该患者从东莞经深圳飞回海口。其所在小区已被封闭管理。

### 2021年8月
8月1日，海口市新增1例确诊病例。
8月5日，海口市新增1例确诊病例。

### 2022年2月
2月19日，一外省来琼人员经确认为新冠肺炎病毒无症状感染者。
2月28日，三亚市发现一例天津来琼人员确认感染。该旅客2月24日持24小时核酸阴性证明飞抵三亚，2月27日在三亚市解放军总医院海南医院核酸检测结果异常。2月28日经海南省疾控中心复核阳性。从当日中午12时起，三亚凤凰机场对所有出港的旅客落实48小时两次核酸证明查验工作，无符合核酸条件的人员禁止进入候机楼。而三亚出港前往北京航班均已取消。

### 2022年3月
3月2日，三亚市新增1例新冠肺炎无症状感染者，为2月28日确诊病例的孩子。
3月3日，三亚市新增1例新冠肺炎无症状感染者，为2月28日确诊病例的婆婆。
3月4日，三亚市新增1例新冠肺炎确诊病例（轻型）。截至当日，三亚市共收治2例确诊病例，2例无症状感染者。
3月5日，三亚市新增1例新冠肺炎无症状感染者，系3月4日确诊病例的母亲。
3月11日，三亚新增1例新冠肺炎无症状感染者，琼中黎族苗族自治县也发现1例新冠肺炎无症状感染者，来自上海。
3月29日，万宁新增2例阳性感染者。当日至30日8时，海南省报告2例本土确诊病例和1例本土无症状感染者。
3月31日，海南省报告2例本土确诊病例和2例本土无症状感染者。

### 2022年4月
4月1日，海南省新增8例本土确诊病例（含1例无症状感染者转确诊病例），其中海口市5例（含1例无症状感染者转确诊病例）、三亚市1例、琼海市1例、陵水县1例；新增6例本土无症状感染者，其中三亚市4例、海口市1例、琼海市1例。
4月2日，海南省新增3例本土确诊病例，其中三亚市2例、儋州市1例；新增6例本土无症状感染者，其中三亚市5例、海口市1例。9例感染者均为密接集中隔离筛查发现。從當天起，三亞全市客运班线、旅游客运、公交车线路、有轨电车、出租车（含网约车）、游船、游艇全部全部暂停运营。恢复运营时间暫定为4月5日24:00。
4月3日，海南省新增6例本土确诊病例（海口2例、三亚2例、琼海2例），含1例由无症状感染者转为确诊病例（海口1例）；新增21例本土无症状感染者（三亚20例、海口1例）。27例感染者中集中隔离筛查发现23例，重点人群排查发现2例，协查发现1例，无症状感染者转确诊1例。
4月4日，海南省新增1例本土确诊病例（儋州1例）；新增1例本土无症状感染者（海口1例）。2例感染者中，在集中隔离点筛查发现1例（儋州1例），在社区筛查发现1例（海口1例）。
4月5日，海南省新增10例本土确诊病例（含1例无症状感染者转确诊病例），其中三亚市9例、海口市1例（无症状感染者转确诊病例）；新增22例本土无症状感染者，均为三亚市报告。32例感染者中，在社区筛查发现16例（三亚市16例），在集中隔离点筛查发现14例（三亚市14例）、在管控区筛查发现1例（三亚市1例），无症状感染者转确诊病例1例（海口市1例）。
4月6日起，海南出入重点场所和乘坐公共交通工具要扫“地点码”。当日海南省新增4例本土确诊病例（含无症状感染者转确诊病例2例），均为三亚报告；新增9例本土无症状感染者，其中三亚6例、陵水2例、海口1例。13例感染者中，在集中隔离点筛查发现6例（三亚4例、海口1例、陵水1例）、在管控区筛查发现3例（三亚3例），在封控区筛查发现1例（三亚1例）、在重点人群筛查发现1例（陵水1例）、无症状感染者转确诊病例2例（三亚2例）。
4月7日，海南省新增3例本土确诊病例，均为三亚报告；新增2例本土无症状感染者，均为三亚报告。5例感染者中，在封控区筛查发现2例（三亚2例）、在社区筛查发现2例（三亚2例）、在集中隔离点筛查发现1例（三亚1例）。
4月8日，海南省新增4例本土确诊病例（含无症状感染者转确诊病例2例），其中三亚报告3例（含无症状感染者转确诊病例1例）、陵水报告1例（无症状感染者转确诊病例1例）；新增1例本土无症状感染者，三亚报告。5例感染者中，在封控区筛查发现3例（三亚3例）、无症状感染者转确诊病例2例（三亚1例、陵水1例）。
4月9日，海南省新增6例本土确诊病例（含无症状感染者转确诊病例4例），均为三亚报告；新增3例本土无症状感染者，均为三亚报告。除无症状感染者转确诊病例4例外，其它5例感染者，在封控区筛查发现3例，管控区筛查发现1例，集中隔离场所筛查发现1例。
4月10日，海南省新增2例本土确诊病例（均为无症状感染者转确诊病例），均为三亚报告；新增5例本土无症状感染者，均为三亚报告。除无症状感染者转确诊病例2例外，其它5例感染者，在集中隔离场所筛查发现3例、封控区筛查发现2例。
4月11日，海南省新增21例本土确诊病例（含无症状感染者转确诊病例19例），其中三亚20例（含无症状感染者转确诊病例18例）、陵水1例（无症状感染者转确诊病例）；新增1例本土无症状感染者，为三亚报告；新增境外输入无症状感染者1例，为琼海市报告。除无症状感染者转确诊病例19例外，其它4例感染者，在集中隔离场所筛查发现3例、入境人员筛查发现1例。
4月12日，海南省新增14例本土确诊病例（含13例无症状感染者转确诊病例），均为三亚报告；除无症状感染者转确诊病例13例外，在集中隔离场所筛查发现1例确诊病例。
4月13日，海南省新增3例本土确诊病例（无症状感染者转确诊病例3例），均为三亚报告。
4月14日，海南省新增1例本土无症状感染者，在集中隔离点筛查发现。
4月15日，海南省新增2例本土确诊病例（含1例无症状感染者转确诊病例），为三亚市报告；新增1例本土无症状感染者，为三亚市报告。除无症状感染者转确诊病例1例外，在集中隔离场所筛查发现2例。
4月21日，海南省新增3例本土确诊病例，为陵水县报告，均为隔离筛查发现。

### 2022年7月
7月9日，海口市发现4例阳性感染者，为广州市7月8日报告的核酸检测阳性人员的密切接触者。海口市自7月9日18时起实施7天临时性管控措施，公众娱乐休闲场所（KTV、网吧、酒吧、棋牌室、剧本杀、密室逃脱、足浴店、洗浴中心、蒸拿房、茶馆等）、人员聚集经营性场所（健身房、体育馆、瑜伽馆和各类中介机构等）、公共文化活动场所（室内景点、文化馆、图书馆、博物馆、影剧院等）暂停营业1周。监所、福利院、养老机构等特殊场所封闭管理；非必要不举办群体性活动，控制人员聚集，1周内暂不举办大型会议、各类线下培训；7月10日零时起，离岛旅客需出示健康码、行程卡，体温检测正常（<37.3℃）并持有48小时内一次核酸阴性证明。当晚海口市在已管控人群中检出3例新冠病毒阳性感染者。
7月10日，海南省新增2例本土确诊病例，为海口市报告；新增1例本土无症状感染者，为海口市报告。
7月11日，海南省新增9例本土确诊病例，为海口市报告；新增7例本土无症状感染者，为海口市报告。
7月12日，海南省新增3例本土确诊病例，为海口市报告；新增6例本土无症状感染者，为海口市报告。
7月13日，海南省新增3例本土确诊病例，为海口市报告；新增3例本土无症状感染者，其中海口市报告2例、定安县报告1例。
7月14日，海南省新增7例本土确诊病例（含无症状感染者转确诊病例5例），其中海口市报告6例（含无症状感染者转确诊病例4例），定安县报告1例无症状感染者转确诊病例；新增1例本土无症状感染者，为海口市报告。
7月15日，海南省新增5例本土确诊病例（含无症状感染者转确诊病例4例），均为海口市报告；新增1例本土无症状感染者，为海口市报告。
7月16日，海南省新增4例本土确诊病例（均为无症状感染者转确诊病例），为海口市报告。
7月17日，海南省新增1例本土确诊病例，为定安县报告。

### 2022年8月
8月1日，海南省新增1例本土确诊病例，为三亚市报告。
8月2日0—23:30，三亚市新增10例新冠肺炎确诊病例（轻型）和1例无症状感染者，分别为密切接触者筛查和社区筛查人员。
8月3日，海南省新增24例本土确诊病例，其中三亚市报告20例、儋州市报告3例、陵水县报告1例；新增3例本土无症状感染者，其中三亚市报告1例、儋州市报告1例、临高县报告1例。当日12时，三亚启用方舱医院，提供床位数1828张，分区分别接诊轻症患者和无症状感染者。
8月4日，海南省新增127例本土确诊病例（含无症状转确诊病例1例），其中三亚市113例（含无症状转确诊病例1例）、儋州市4例、东方市3例、陵水县3例、临高县2例、海口市1例、五指山市1例；新增35例本土无症状感染者，其中三亚市33例、东方市1例、乐东县1例。
8月5日海南省新增262例本土确诊病例（含无症状转确诊病例7例），其中三亚市229例（含无症状转确诊病例6例）、儋州市9例、东方市9例（含无症状转确诊病例1例）、陵水县6例、乐东4例、临高县3例、五指山市1例、澄迈县1例；新增46例本土无症状感染者，其中三亚市34例、陵水县11例、乐东县1例。此外，东方市宣布主城区进入区域管控状态。当日国务院联防联控机制综合组派出工作组指导海南疫情防控工作。
8月6日海南省新增本土确诊病例297例（含无症状转确诊病例26例），其中三亚市240例（含无症状转确诊病例23例）、儋州市11例、东方市10例、临高县10例、陵水县10例（含无症状转确诊病例2例）、万宁市9例、海口市3例、琼海市2例、澄迈县1例、乐东县1例（为无症状转确诊病例）；新增本土无症状感染者186例，其中三亚市173例、陵水县4例、琼海市4例、乐东县2例、五指山市2例、万宁市1例。
8月7日，海南省新增本土确诊病例259例（含无症状转确诊病例33例），其中三亚市186例（含无症状转确诊病例30例）、儋州市32例、陵水县10例（含无症状转确诊病例1例）、万宁市8例、澄迈县6例、海口市4例、东方市3例、临高县3例、琼海市2例、乐东县2例（含无症状转确诊病例1例）、昌江县1例、定安县1例、五指山市1例（为无症状转确诊病例）；新增本土无症状感染者245例，其中三亚市227例、陵水县9例、儋州市5例、万宁市1例、琼海市1例、定安县1例、五指山市1例。
8月8日，海南省新增本土确诊病例300例（含无症状转确诊病例43例），其中三亚市234例（含无症状转确诊病例43例）、儋州市19例、陵水县18例、乐东县7例、万宁市6例、海口市5例、临高县5例、澄迈县3例、琼海市2例、东方市1例；新增本土无症状感染者171例，其中三亚市145例、陵水县13例、儋州市6例、万宁市3例、琼海市3例、乐东县1例。
8月9日，海南省新增本土确诊病例285例（含无症状转确诊病例14例），其中三亚市175例（含无症状转确诊病例10例）、陵水县27例（含无症状转确诊病例3例）、儋州市24例、临高县21例、东方市16例、万宁市9例、乐东县7例、海口市3例、琼海市2例（含无症状转确诊病例1例）、澄迈县1例；新增本土无症状感染者285例，其中三亚市235例、陵水县24例、儋州市11例、临高县10例、万宁市3例、海口市1例、澄迈县1例。
8月10日，海南省新增本土确诊病例559例（含无症状转确诊病例9例），其中三亚市480例（含无症状转确诊病例6例）、东方市22例、陵水县18例、万宁市12例（含无症状转确诊病例2例）、临高县11例、儋州市8例、澄迈县3例、海口市2例、乐东县2例、琼海市1例（为无症状转确诊病例）；新增本土无症状感染者805例，其中三亚市774例、陵水县15例、万宁市7例、临高县3例、澄迈县2例、乐东县2例、儋州市1例、海口市1例。
8月11日，海南省新增本土确诊病例595例（含无症状感染者转确诊病例1例），其中三亚市471例、东方市35例、陵水县29例、乐东县18例、儋州市15例、澄迈县11例（含无症状感染者转确诊病例1例）、临高县8例、万宁市7例、五指山市1例；新增本土无症状感染者614例，其中三亚市567例、陵水县34例、万宁市9例、临高县2例、乐东县1例、儋州市1例。
8月12日，海南省新增本土确诊病例594例（含无症状感染者转确诊病例5例），其中三亚市472例（含无症状感染者转确诊病例5例）、陵水县31例、东方市25例、儋州市24例、乐东县20例、临高县11例、万宁市10例、海口市1例；新增本土无症状感染者832例，其中三亚市760例、万宁市28例、陵水县17例、临高县15例、乐东县5例、儋州市5例、海口市2例。
8月13日，海南省新增本土确诊病例494例（含无症状感染者转确诊病例3例），其中三亚市367例（含无症状感染者转确诊病例3例）、东方市54例、儋州市22例、乐东县22例、临高县14例、陵水县7例、万宁市7例、海口市1例；新增本土无症状感染者846例，其中三亚市721例、儋州市63例、万宁市20例、陵水县16例、临高县12例、乐东县10例、东方市3例、海口市1例。
8月14日，海南省新增本土确诊病例582例（含无症状感染者转确诊病例13例），其中三亚市306例（含无症状感染者转确诊病例9例）、乐东县204例、东方市30例（含无症状感染者转确诊病例1例）、临高县17例（含无症状感染者转确诊病例1例）、陵水县12例（含无症状感染者转确诊病例2例）、万宁市7例、儋州市5例、海口市1例；新增本土无症状感染者580例，其中三亚市472例、万宁市56例、乐东县19例、陵水县14例、儋州市10例、东方市5例、临高县4例。
8月15日，海南省新增本土确诊病例426例（含无症状感染者转确诊病例1例），其中三亚市291例（含无症状感染者转确诊病例1例）、乐东县46例、临高县42例、东方市17例、儋州市13例、万宁市10例、陵水县6例、五指山市1例；新增本土无症状感染者785例，其中三亚市492例、儋州市136例、乐东县51例、临高县43例、陵水县32例、万宁市29例、东方市1例、定安县1例。
8月16日，海南省新增本土确诊病例482例（含无症状感染者转确诊病例1例），其中三亚市380例（含无症状感染者转确诊病例1例）、东方市55例、乐东县21例、临高县11例、陵水县4例、万宁市4例、儋州市3例、海口市3例、五指山市1例；新增本土无症状感染者1181例，其中三亚市791例、乐东县169例、儋州市122例、东方市44例、万宁市27例、临高县17例、陵水县5例、五指山市5例、海口市1例。
8月17日，海南省新增本土确诊病例496例（含无症状感染者转确诊病例10例），其中三亚市417例（含无症状感染者转确诊病例2例）、东方市36例（含无症状感染者转确诊病例7例）、乐东县17例、万宁市16例、临高县6例、陵水县3例（含无症状感染者转确诊病例1例）、儋州市1例；新增本土无症状感染者1522例，其中三亚市814例、儋州市293例、乐东县199例、万宁市111例、东方市87例、临高县9例、陵水县5例、海口市3例、五指山市1例。
8月18日，海南省新增本土确诊病例441例（含无症状感染者转确诊病例40例），其中三亚市329例（含无症状感染者转确诊病例3例）、儋州市34例（含无症状感染者转确诊病例32例）、东方市33例（含无症状感染者转确诊病例4例）、万宁市21例（含无症状感染者转确诊病例1例）、乐东县13例、临高县7例、陵水县3例、海口1例；新增本土无症状感染者1058例，其中三亚市667例、乐东县235例、万宁市48例、儋州市46例、东方市46例、临高县13例、陵水县2例、海口市1例。
8月19日，海南省新增本土确诊病例469例（含无症状感染者转确诊病例141例），其中三亚市360例（含无症状感染者转确诊病例79例）、儋州市64例（含无症状感染者转确诊病例59例）、万宁市22例、东方市16例（含无症状感染者转确诊病例2例）、临高县4例、海口市1例、乐东县1例、陵水县1例（含无症状感染者转确诊病例1例）；新增本土无症状感染者732例，其中三亚市509例、乐东县75例、儋州市66例、万宁市45例、东方市26例、海口市5例、临高县5例、陵水县1例；新增疑似病例1例，三亚1例。      
8月20日，海南省新增本土确诊病例440例（含无症状感染者转确诊病例184例），其中三亚市370例（含无症状感染者转确诊病例143例）、儋州市36例（含无症状感染者转确诊病例30例）、万宁市12例（含无症状感染者转确诊病例5例）、东方市9例（含无症状感染者转确诊病例1例）、临高县6例（含无症状感染者转确诊病例1例）、乐东县5例（含无症状感染者转确诊病例2例）、陵水县2例（为无症状感染者转确诊病例）；新增本土无症状感染者625例，其中三亚市465例、儋州市53例、万宁市51例、乐东县31例、东方市14例、临高县7例、陵水县2例、海口市2例。           
8月21日，海南新增感染者685例（确诊232例，减去无症状转确诊82例；无症状535例）。其中，新增本土确诊病例232例（含无症状转确诊82例），其中三亚市187例（含无症状转确诊78例）、万宁市14例（含无症状转确诊2例）、东方市13例、乐东县7例（含无症状转确诊1例）、儋州市6例、陵水县3例（含无症状转确诊1例）、临高县1例、澄迈县1例；新增本土无症状535例，其中三亚市363例、儋州市89例、乐东县40例、万宁市25例、临高县6例、陵水县6例、东方市3例、海口市3例。  
8月22日，海南省新增感染者676例（确诊205例，减去无症状转确诊49例；无症状520例）。其中，新增本土确诊205例（含无症状转确诊49例），其中三亚市166例（含无症状转确诊43例）、儋州市14例（含无症状转确诊2例）、万宁市11例（含无症状转确诊1例）、乐东县7例（含无症状转确诊2例）、东方市4例（含无症状转确诊1例）、临高县3例；新增本土无症状520例，其中三亚市379例、乐东县62例、儋州市48例、万宁市17例、东方市6例、海口市5例、临高县3例。           
8月23日，海南省新增感染者439例（确诊264例，减去无症状转确诊161例；无症状336例）。其中，新增本土确诊264例（含无症状转确诊161例），其中三亚市228例（含无症状转确诊152例）、儋州市15例（含无症状转确诊3例）、万宁市11例（含无症状转确诊2例）、乐东县5例（含无症状转确诊1例）、东方市2例（为无症状转确诊）、海口市1例、临高县1例、五指山市1例（为无症状转确诊）；新增本土无症状336例，其中三亚市251例、儋州市37例、乐东县30例、万宁市11例、海口市3例、东方市2例、临高县2例。
8月24日，海南省新增感染者401例（确诊217例，减去无症状转确诊125例；无症状309例）。其中，新增本土确诊217例（含无症状转确诊125例），其中三亚市170例（含无症状转确诊103例）、儋州市26例（含无症状转确诊15例）、万宁市10例（含无症状转确诊4例）、乐东县5例（含无症状转确诊1例）、东方市3例、海口市1例（为无症状转确诊）、临高县1例（为无症状转确诊）、陵水县1例；新增本土无症状309例，其中三亚市250例、儋州市33例、乐东县20例、万宁市3例、海口市2例、东方市1例。
8月25日，海南省新增感染者357例（确诊111例，减去无症状转确诊39例；无症状285例）。其中，新增本土确诊111例（含无症状转确诊39例），其中三亚市76例（含无症状转确诊19例）、儋州市12例（含无症状转确诊7例）、万宁市8例（含无症状转确诊5例）、乐东县7例（含无症状转确诊3例）、东方市3例、临高县3例（均为无症状转确诊）、海口市2例（均为无症状转确诊）；新增本土无症状285例，其中三亚市250例、儋州市21例、乐东县12例、万宁市2例。
8月26日，海南省新增感染者297例（确诊91例，减去无症状转确诊23例；无症状229例）。其中，新增本土确诊91例（含无症状转确诊23例），其中三亚市66例（含无症状转确诊12例）、儋州市10例（含无症状转确诊6例）、万宁市6例（含无症状转确诊2例）、乐东县5例（含无症状转确诊3例）、东方市2例、海口市1例、陵水县1例；新增本土无症状229例，其中三亚市198例、乐东县14例、儋州市10例、万宁市5例、东方市2例。    
8月27日，海南省新增感染者153例（确诊70例，减去无症状转确诊42例；无症状125例）。其中，新增本土确诊70例（含无症状转确诊42例），其中三亚市50例（含无症状转确诊34例）、乐东县7例（含无症状转确诊3例）、儋州市6例（含无症状转确诊1例）、万宁市4例（含无症状转确诊2例）、东方市2例（均为无症状转确诊）、澄迈县1例；新增本土无症状125例，其中三亚市82例、儋州市28例、万宁市5例、乐东县4例、澄迈县3例、海口市2例、东方市1例。    
8月28日，海南省新增感染者120例（确诊34例，减去无症状转确诊12例；无症状98例）。其中，新增本土确诊34例（含无症状转确诊12例），其中三亚市20例（含无症状转确诊6例）、儋州市5例（含无症状转确诊1例）、万宁市4例（含无症状转确诊3例）、海口市3例、乐东县1例（为无症状转确诊）、陵水县1例（为无症状转确诊）；新增本土无症状98例，其中三亚市76例、儋州市15例、乐东县3例、临高县2例、海口市1例、万宁市1例。    
8月29日，海南省新增感染者76例（确诊37例，减去无症状转确诊16例；无症状55例）。其中，新增本土确诊37例（含无症状转确诊16例），其中三亚市18例（含无症状转确诊7例）、万宁市9例（含无症状转确诊6例）、儋州市6例（含无症状转确诊1例）、海口市2例（含无症状转确诊1例）、乐东县1例（为无症状转确诊）、澄迈县1例；新增本土无症状55例，其中三亚市36例、儋州市11例、东方市2例、海口市2例、澄迈县1例、陵水县1例、万宁市1例、乐东县1例。 
8月30日，海南省新增感染者43例（确诊36例，减去无症状转确诊22例；无症状29例）。其中，新增本土确诊36例（含无症状转确诊22例），其中三亚市22例（含无症状转确诊17例）、儋州市11例（含无症状转确诊3例）、乐东县2例（均为无症状转确诊）、澄迈县1例；新增本土无症状29例，其中三亚市24例、东方市3例、儋州市2例。 
8月31日，海南省新增感染者82例（确诊24例，减去无症状转确诊9例；无症状67例）。其中，新增本土确诊24例（含无症状转确诊9例），其中三亚市17例（含无症状转确诊8例）、儋州市3例、乐东县2例、万宁市1例（为无症状转确诊）、海口市1例；新增本土无症状67例，其中三亚市45例、乐东县14例、儋州市7例、海口市1例。 

### 2022年9月
9月1日，海南省新增感染者89例（确诊27例，减去无症状转确诊13例；无症状75例）。其中，新增本土确诊27例（含无症状转确诊13例），其中三亚市21例（含无症状转确诊12例）、儋州市3例、乐东县1例（为无症状转确诊）、陵水县1例、澄迈县1例；新增本土无症状75例，其中三亚市72例、儋州市2例、乐东县1例。 
9月2日，海南省新增感染者37例（确诊40例，减去无症状转确诊32例；无症状29例）。其中，新增本土确诊40例（含无症状转确诊32例），其中三亚市31例（含无症状转确诊27例）、乐东县3例、万宁市3例（均为无症状转确诊）、儋州市2例（均为无症状转确诊）、陵水县1例；新增本土无症状29例，其中三亚市25例、儋州市3例、海口市1例。 
9月3日，海南省新增感染者29例（确诊24例，减去无症状转确诊16例；无症状21例）。其中，新增本土确诊24例（含无症状转确诊16例），其中三亚市22例（含无症状转确诊14例）、东方市1例（为无症状转确诊）、万宁市1例（为无症状转确诊）；新增本土无症状21例，均为三亚市报告。 
9月4日，海南省新增感染者20例（确诊14例，减去无症状转确诊10例；无症状16例）。其中，新增本土确诊14例（含无症状转确诊10例），其中三亚市10例（含无症状转确诊9例）、儋州市3例（含无症状转确诊1例）、海口市1例；新增本土无症状16例，其中三亚市14例、乐东县2例。  
9月5日，海南省新增感染者14例（确诊30例，减去无症状转确诊25例；无症状9例）。其中，新增本土确诊30例（含无症状转确诊25例），其中三亚市28例（含无症状转确诊24例）、儋州市2例（含无症状转确诊1例）；新增本土无症状9例，均为三亚市报告。
9月6日，海南省新增感染者10例（确诊13例，减去无症状转确诊9例；无症状6例）。其中，新增本土确诊13例（含无症状转确诊9例），其中三亚市8例（含无症状转确诊7例）、儋州市2例、海口市1例、乐东县1例（为无症状转确诊）、万宁市1例（为无症状转确诊）；新增本土无症状6例，其中三亚市4例、儋州市2例。
9月7日，海南省新增感染者5例（确诊2例；无症状3例）。其中，新增本土确诊2例，其中儋州市1例、万宁市1例；新增本土无症状3例，其中三亚市2例、万宁市1例。
9月8日，海南省新增感染者6例（确诊1例；无症状5例）。其中，新增本土确诊1例,其中儋州市1例；新增本土无症状5例，其中三亚市4例、儋州市1例。
9月9日，海南省新增感染者5例（确诊2例；无症状3例）。其中，新增本土确诊2例,万宁市2例；新增本土无症状3例，其中三亚市2例、儋州市1例。
9月10日，海南省新增感染者3例，其中无症状3例，均为三亚市报告。
9月11日，海南省新增感染者1例（无症状1例），为三亚报告。
9月12日，海南省新增感染者2例，其中无症状2例，三亚市1例、儋州市1例。      
9月13日，海南省无新增感染者。      
9月15日，海南省新增1例无症状感染者，为三亚市报告，在集中隔离点发现。 
9月16日，海南省新增本土确诊病例2例，均为万宁市报告。      
9月17日，海南省新增感染者11例。其中，新增本土确诊病例5例(万宁市3例、三亚市1例、海口市1例)；新增本土无症状感染者6例，均为万宁市报告。
9月18日，海南省新增感染者12例（确诊1例；无症状11例）。其中，新增本土确诊1例，为三亚市报告；新增本土无症状11例，均为万宁市报告。
9月19日，海南省新增感染者5例，其中，新增本土无症状感染者5例，万宁市3例、三亚市2例。
9月20日，海南省新增感染者3例，其中，新增本土确诊病例2例，万宁2例；新增境外输入无症状感染者1例，为儋州市报告。
9月23日，海南省新增本土确诊病例1例，为万宁市报告。
9月25日，海南省新增本土无症状感染者1例，为万宁市报告，集中隔离筛查发现。

### 2022年10月
10月3日，1名低风险地区来琼人员在三亚市常态化核酸检测中结果阳性，经诊断为无症状感染者。该人员9月30日乘坐航班CZ6744抵达三亚，落地核酸结果阴性，约23:00到达海棠区南田居委会海棠月色小区7号楼1单元。后在集中隔离筛查中发现1例无症状感染者。10月4日，三亚市开展全员核酸筛查。
10月4日，三亚警方通报，低风险地区来琼人员王某濮在流调过程中，故意隐瞒行程轨迹，未如实交代与其前往海棠区蜈支洲岛码头停车场、后海沙滩同行密接人员，造成疫情传播风险，涉嫌妨害传染病防治罪，已被三亚市公安局依法立案侦查。
10月5日，海南省新增感染者2例，其中，新增本土确诊病例2例，均为海口市报告。海口市自6日早上7时到晚上22时实行临时性全域静态管理。
10月6日0时-17时，海口市新增确诊病例4例。10月5日以来，海口市累计新增确诊病例6例，均系外省输入，4例为密接排查中发现、2例为外省重点涉疫区来琼人员三天两检监测中发现。截至当日24时，海南省新增感染者9例。其中，新增本土确诊病例7例，其中海口市4例、文昌市3例；新增本土无症状感染者2例，其中三亚市1例、东方市1例。
10月7日0时-24时，海南省新增感染者3例。其中，新增本土确诊病例2例，均为海口市报告；新增本土无症状感染者1例，为东方市报告。
10月8日0时-24时，海南省新增感染者8例。其中，新增本土确诊病例8例，为海口市报告，均在集中隔离管控人员中发现。
10月9日0时-24时，海南省新增感染者3例。其中，新增本土确诊病例3例（海口市1例、文昌市2例），均在集中隔离管控人员中发现。
10月11日0时-24时，海南省新增感染者2例。其中，新增本土确诊病例2例（海口市1例，在“落地检”闭环管控人员中发现；文昌市1例，在集中隔离管控人员中发现）。
10月12日0时-24时，海南省新增感染者1例。其中，新增本土无症状感染者1例，为海口市报告，在集中隔离管控人员中发现。
10月15日0时-24时，海南省新增感染者1例。其中，新增本土无症状感染者1例，为海口市报告，在闭环管理场所中发现。

### 2022年11月
11月16日，海口美兰国际机场恢复国际及地区定期客运航班。

### 2022年12月
12月5日起，海口、三亚、儋州、澄迈、东方等市县对省外来（返）人员不再实施分类管理。海南省疾控中心表示，建议抵达后开展3天自我健康监测。